# Carl-Eric Ekstrand
Carl-Eric Sixten Ekstrand, född 1 november 1910 i Malmö, död 7 februari 1988 i Cannes, Frankrike, var en svensk hovintendent.
Ekstrand, vars far var polis, var sekreterare hos greve Folke Bernadotte 1930–1933, kamrer vid hertigens av Västerbotten hovförvaltning 1933–1947 och vid hertiginnans av Västerbotten hovförvaltning 1947–1973. Därutöver var han chef för kronprins Carl Gustafs hovförvaltning 1968–1973, chef för Sollidens slottsförvaltning 1963–1973 och för Stenhammars godsförvaltning 1969–1973. Han blev hovkamrer 1935, hovintendent 1948, förste hovintendent 1959 och överintendent 1972.
Ekstrand var gift första gången från 1937 med Irma Nilson till hennes död 1971 och gifte sig andra gången 1973 med grevinnan Estelle Bernadotte, änka efter greve Folke Bernadotte. Han är gravsatt i minneslunden på Skogskyrkogården i Stockholm.